# Adgangskode
En adgangskode (på engelsk kaldet password) er hemmelig information, som anvendes til at kontrollere adgang til en ressource. Adgangskoden holdes hemmelig for dem, der ikke har tilladt adgang. De, der ønsker adgang, testes om, hvorvidt de kender adgangskoden og bliver dernæst enten givet eller nægtet adgang.
Anvendelsen af adgangskoder går helt tilbage til oldtiden. Vagter, der bevogtede et sted, forlangte en adgangskode, og de ville kun lade en person komme ind, hvis denne kendte koden. I nyere tid er adgangskoder blevet anvendt til at beskytte computere, styresystemer, mobiltelefoner, tv-dekodere, hæveautomater m.v. En typisk computer kan kræve adgangskoder til mange formål: logge på som bruger af computeren, hente e-mails fra servere, adgang til filer, databaser, netværk, websideer og sågar for at læse en morgenavis online.
Adgangskoder i forbindelse med computere bruges i kombination med et brugernavn, som bruges af en computers adgangskontrolsystem til at bekræfte en brugers identitet. En adgangskode er hemmelig information, da den kun kendes af brugeren og modtageren, hvor modtageren eksempelvis kan være en computer. Ved computere med et højt sikkerhedsniveau vil en adgangskode tage form af en længere tekst med specielle tegn, således at det er svært at gætte for en udenforstående.
I nogle systemer bruges asdf som standardpassword. Ligeledes er kombinationen 1234 meget udbredt som password eller blot ordet "password".